# 대한민국 민법 제560조
대한민국 민법 제560조는 정기증여와 사망으로 인한 실효에 대한 민법 채권법 조문이다.

## 조문
제560조(정기증여와 사망으로 인한 실효) 정기의 급여를 목적으로 한 증여는 증여자 또는 수증자의 사망으로 인하여 그 효력을 잃는다.

第560條(定期贈與와 死亡으로 因한 失效) 定期의 給與를 目的으로 한 贈與는 贈與者 또는 受贈者의 死亡으로 因하여 그 效力을 잃는다.

## 참고 문헌
- 오현수, 일본민법, 진원사, 2014. ISBN 978-89-6346-345-2
- 오세경, 대법전, 법전출판사, 2014 ISBN 978-89-262-1027-7
- 이준현, LOGOS 민법 조문판례집, 미래가치, 2015. ISBN 979-1-155-02086-9

## 같이 보기
- 증여